# Desa Padurenan (administrativ by i Indonesien, Jawa Barat)
Desa Padurenan är en administrativ by i Indonesien.   Den ligger i provinsen Jawa Barat, i den västra delen av landet, 21 km sydost om huvudstaden Jakarta.